# زبان داگور
داگور، داغور، داهور، یا زبان دائور، یک زبان مغولی و همچنین شاخه‌ای متمایز از خانواده زبان مغولی است، و عمدتاً توسط اعضای گروه قومی دائور صحبت می‌شود.
هیچ استاندارد کتبی در استفاده وجود ندارد، اگرچه یک املای مبتنی بر پین‌یین ابداع شده است. در عوض داگورها از مغولی یا چینی استفاده می‌کنند، زیرا اکثر سخنوران، این زبان‌ها را نیز می‌دانند. در زمان دودمان چینگ داگور با الفبای مانچو نوشته می‌شد.